# Tome (Nowy Meksyk)
Tome – jednostka osadnicza w Stanach Zjednoczonych, w stanie Nowy Meksyk, w hrabstwie Valencia.